# Station Krian
Krian is een spoorwegstation in de Indonesische provincie Oost-Java.

## Bestemmingen
- Arek Surokerto: naar Station Mojokerto en Station Surabaya Gubeng
- Gaya Baru Malam Selatan: naar Station Surabaya Gubeng en Station Jakarta Kota
- Logawa: naar Station Jember en Station Purwokerto
- Pasundan: naar Station Surabaya Gubeng en Station Kiaracondong
- Sri Tanjung: naar Station Banyuwangi Baru en Station Lempuyangan
- Rapih Dhoho: naar Station Surabaya Gubeng en Station Blitar